# Pjotr Jefimowitsch Todorowski

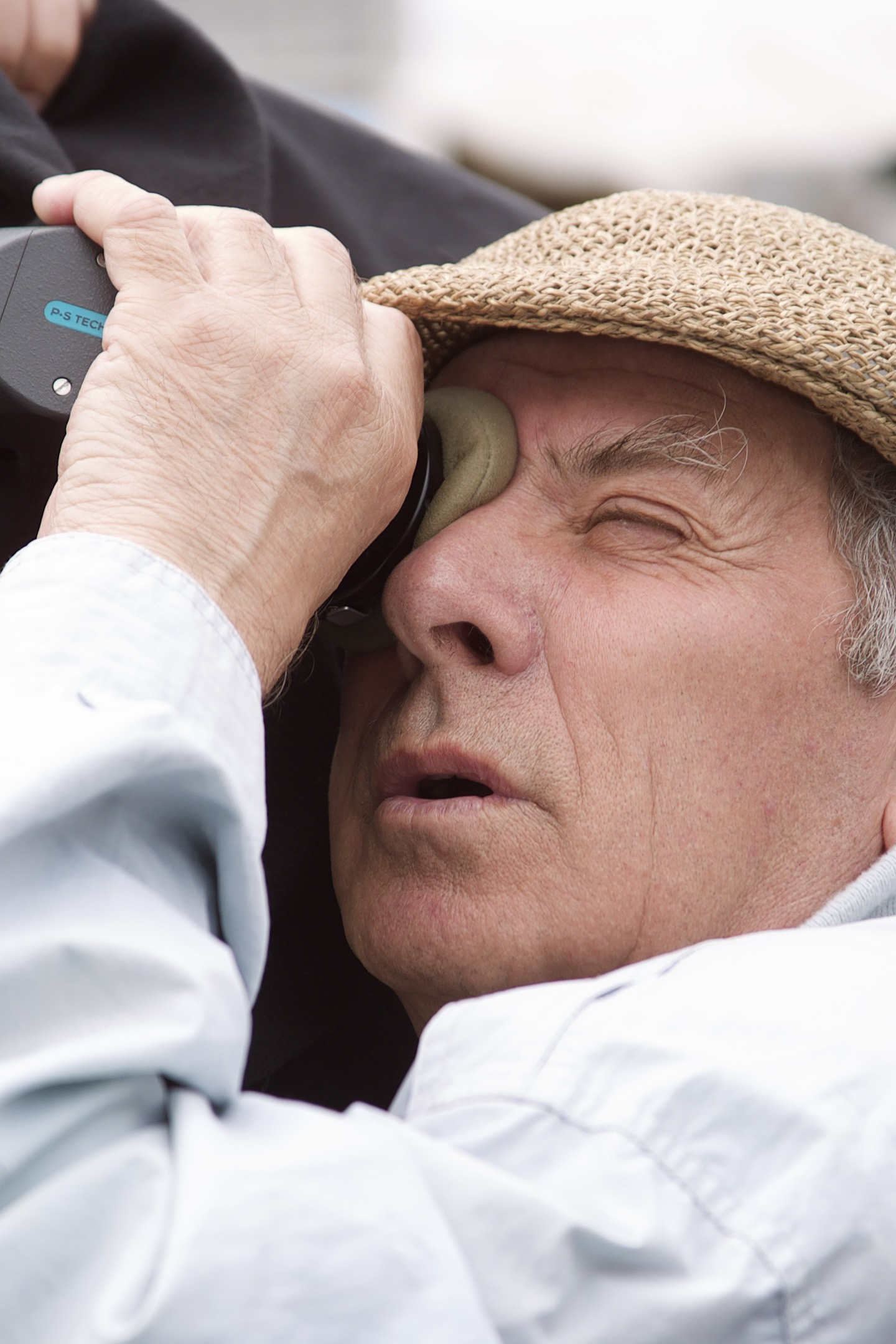
Pjotr Todorowski (2001)

Pjotr Jefimowitsch Todorowski (russisch Пётр Ефимович Тодоровский, wiss. Transliteration Pëtr Efimovič Todorovskij; * 26. August 1925 in Bobrynez, Ukrainische SSR; † 24. Mai 2013 in Moskau) war ein russischer Regisseur, Drehbuchautor und Komponist.

## Leben
Todorowski besuchte ab 1943 die Militärschule in Saratow und wurde 1944 zum Kriegsdienst eingezogen, wo er verwundet wurde. Noch bis 1949 war Todorowski als Offizier aktiv und schrieb sich anschließend am Gerassimow-Institut für Kinematographie ein, wo er bis 1954 unter anderem bei Kameramann Boris Woltschek studierte. Anschließend war er fast zehn Jahre lang am Filmstudio Odessa als Kameramann tätig. Sein Filmdebüt als Kameramann gab Todorowski 1955 in Moldaumelodien von Wassiliewski, 1956 folgte Frühling in der Saretschnoi-Straße. International machte Todorowski 1965 auf sich aufmerksam, als er auf den Internationalen Filmfestspielen von Venedig für Treue den Preis für das beste Filmdebüt erhielt. Bekannt wurde er als Regisseur des Films Frontromanze, der 1984 für einen Oscar als Bester fremdsprachiger Film nominiert wurde.
Todorowski schrieb Filmmusiken und verfasste Drehbücher für mehrere Filme, bei denen er auch Regie führte. In Был месяц май (1970) und Трясина (1977) trat er zudem als Schauspieler auf.

### Familie
Todorowski war in erster Ehe mit Schauspielerin Nadeschda Tscherednitschenko verheiratet. In zweiter Ehe heiratete Todorowski 1962 die Drehbuchautorin Mira Todorowskaja. Der Ehe entstammt Sohn Waleri Todorowski (* 1962), der als Filmemacher und Fernsehproduzent aktiv ist.

## Filmografie
Wenn nicht anders angegeben, als Regisseur:
- 1956: Frühling in der Saretschnoi-Straße (Весна на Заречной улице) – nur Kamera
- 1956: Meine Tochter (Моя дочь) – nur Kamera
- 1958: Die beiden Fjodors (Два Фёдора) – nur Kamera
- 1959: Begierde (Жажда) – nur Kamera
- 1960: Сильнее урагана – nur Filmmusik
- 1962: Niemals (Никогда) – Kamera, Co-Regie
- 1965: Над нами Южный крест – nur Filmmusik
- 1966: Treue (Верность) – auch Drehbuch
- 1967: Der Zauberkünstler (Фокусник)
- 1970: Eine Stadtromanze (Городской романс) – auch Drehbuch
- 1972: Das eigene Land (Своя земля) (TV)
- 1977: Das letzte Opfer (Последняя жертва) – auch Drehbuch
- 1978: Am Tag der Feier (В день праздника) – auch Drehbuch
- 1982: Die liebe Frau des Maschinisten (Любимая женщина механика Гаврилова)
- 1983: Frontromanze (Военно-полевой роман) – auch Drehbuch, Filmmusik
- 1984: Мои современники – nur Filmmusik
- 1987: Auf der Hauptstraße mit Orchester (По главной улице с оркестром) – auch Drehbuch, Filmmusik
- 1989: Intergirl (Интердевочка) – auch Filmmusik
- 1995: Da Capo – Noch einmal mit Gefühl (Анкор, ещё анкор) – auch Drehbuch, Filmmusik
- 1995: Какая чудная игра – auch Drehbuch, Filmmusik
- 1998: Ретро втроём – auch Filmmusik
- 2001: Жизнь забавами полна – auch Filmmusik
- 2001: Праздник – nur Filmmusik
- 2003: В созвездии Быка – auch Drehbuch, Filmmusik
- 2008: Риорита – auch Filmmusik

## Auszeichnungen (Auswahl)
- 1960: Zweiter Preis des Allunionsfilmfestival als Bester Kameramann
- 1965: Auszeichnung als Bestes Filmdebüt auf den Internationalen Filmfestspielen von Venedig für Treue (Верность)
- 1985: Volkskünstler der RSFSR
- 1993: Nika für den Besten Spielfilm für Da Capo – Noch einmal mit Gefühl
- 2005: Verdienstorden für das Vaterland II. Grades